# Saint-Remimont (Meurthe-et-Moselle)
Saint-Remimont ist eine französische Gemeinde mit 325 Einwohnern (Stand: 1. Januar 2022) im Département Meurthe-et-Moselle in der Region Grand Est (vor 2016 Lothringen). Sie gehört zum Arrondissement Nancy und zum Kanton Meine au Saintois.

## Geografie
Saint-Remimont im Norden der Landschaft Saintois liegt etwa 23 Kilometer südsüdöstlich von Nancy.
Umgeben wird Saint-Remimont von den Nachbargemeinden Benney im Nordwesten und Norden, Crévéchamps im Norden, Saint-Mard im Nordosten, Neuviller-sur-Moselle im Osten und Südosten, Laneuveville-devant-Bayon im Süden, Crantenoy im Süden und Südwesten sowie Ormes-et-Ville im Westen.

## Bevölkerungsentwicklung
| Jahr                       | 1962 | 1968 | 1975 | 1982 | 1990 | 1999 | 2006 | 2019 |
| Einwohner                  | 164  | 146  | 154  | 281  | 326  | 338  | 334  | 355  |
| Quellen: Cassini und INSEE |      |      |      |      |      |      |      |      |

## Sehenswürdigkeiten
- Kirche Saint-Rémi aus dem 18. Jahrhundert

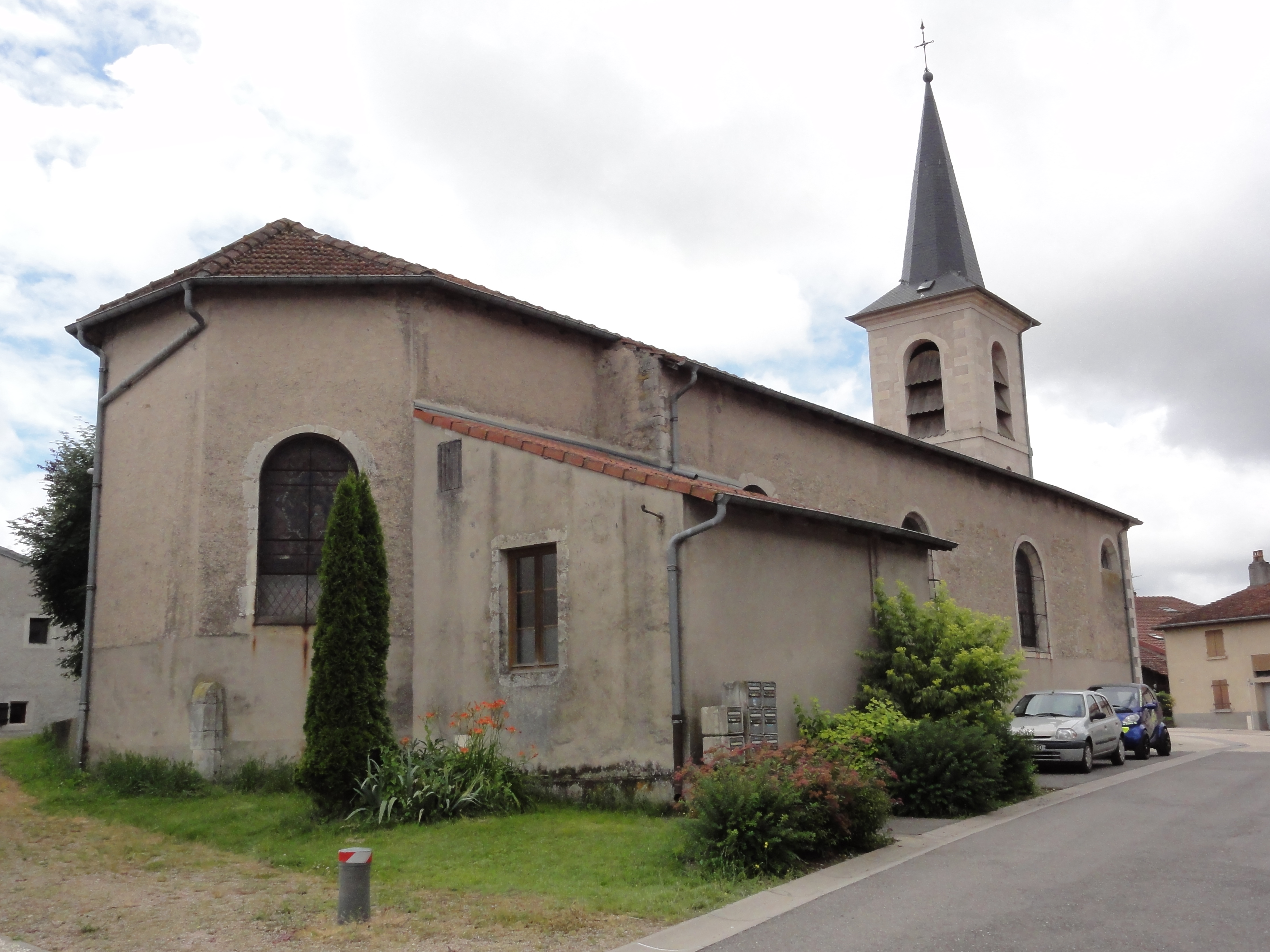
Kirche Saint-Rémi